# Кожевников, Александр Викторович
Алекса́ндр Ви́кторович Коже́вников (род. 21 сентября 1958, Пенза) — советский и российский хоккеист, двукратный олимпийский чемпион (1984 и 1988), заслуженный мастер спорта СССР (1982).

## Биография
Выпускник Пензенской областной СДЮШОР по хоккею с шайбой, воспитанник заслуженного тренера России В. И. Ядренцева. Профессионально стал заниматься хоккеем с 15 лет.
С 1975 по 1977 год играл за «Дизелист» (Пенза). Игрок «Спартака» (Москва; 1977—1986) и «Крыльев Советов» (Москва; 1986—1989, 1991, 1995—1997).
В сезоне 1989/90 выступал за шведский АИК (14 очков в 16 матчах) и британский Durham Wasps (47 очков в 11 матчах). Сыграл 4 матча за «Крылья Советов» в сезоне 1990/91, после чего выступал за «Кристалл» (Электросталь).
В конце сезона 1990/91 перешел в швейцарский «Рапперсвиль». Был одним из самых результативных игроков команды в плей-офф сезона 1990/91. В следующем году в одном из матчей получил травму позвоночника, после чего решил завершить карьеру. Некоторое время работал в Швейцарии детским тренером.
Однако в возрасте 37 лет в 1995 году был заявлен «Крыльями Советов», которые испытывали трудности с составом, для участия в первенстве МХЛ. В 23 матчах в сезоне 1995/96 набрал 20 очков (8+12), в сезоне 1996/97 в 12 матчах набрал 9 очков (3+6).
Двукратный олимпийский чемпион (1984, 1988). Чемпион мира и Европы 1982 г. В чемпионатах СССР сыграл 525 матчей и забросил 243 шайбы, из которых 43 он забил в чемпионате 1981/82.
Награждён орденами Почёта (2011) и «Знак Почёта» (1982).
В настоящее время[какое?] — член Правления Ночной хоккейной лиги, куратор конференции «Москва», хоккейный эксперт и телекомментатор.

### Общественная позиция
В 2024 году стал доверенным лицом кандидата в президенты России Владимира Путина.

### Семья
Жена Маргарита Кожевникова.  Дочери — Мария, актриса, депутат Государственной думы ФС РФ VI созыва, Екатерина. Сын Андрей.